# Rauer-Knöll-Verzweigung
Als Rauer-Knöll-Verzweigung wird der südöstliche Teil des Karwendels bezeichnet, der sich östlich der Hinterautal-Vomper-Kette sowie nördlich des Stallentals bzw. des Inntals befindet. Im Norden wird die Gebirgsgruppe vom Falzthurntal begrenzt, im Osten erreichen die letzten Ausläufer den Achensee.
Benannt ist die Rauer-Knöll-Verzweigung nach der höchsten Erhebung dieser Gebirgsgruppe, dem Rauen Knöll (2278 m ü. A.).
Wichtige Gipfel (geordnet nach Höhe)
- Rauer Knöll (2278 m ü. A.)
- Rappenspitze (2223 m ü. A.)
- Kaserjoch (2198 m ü. A.)
- Ochsenkopf (2148 m ü. A.)
- Lunstkopf (2143 m ü. A.)
- Stanser Joch (2102 m ü. A.)
- Gamskarspitze (2098 m ü. A.)
- Brentenkopf (2024 m ü. A.)
- Dristenkopf (2005 m ü. A.)
- Bärenkopf (1991 m ü. A.)
- Zwölferkopf (1491 m ü. A.)